# 赵蒙
趙蒙（?—?），字号、籍贯均不详。唐代狀元。
祖父趙植，官至嶺南節度使、檢校工部尚書。趙蒙登第時間不詳。當時時湖州牧李超、趙蒙相繼中狀元。由於二郡境土相接，時有語說：“湖接兩頭，蘇聯三尾。”咸通八年（867年）二月，由司勋员外郎，出京任湖州刺史。后迁驾部员外郎。咸通十三年三月，官职方郎中，考试宏词选人。唐僖宗時，官諫議大夫、給事中。子趙昌翰，為光啟三年（887年）丁未科狀元，父子皆狀元。